# Odet de Coligny
Odet de Coligny (Châtillon, 10 de julio de 1517 - Southampton, 14 de febrero de 1571) fue un cardenal de la Santa Iglesia Romana, apodado el cardenal de Chastillon (o Châtillon).

## Vida
Hijo de Gaspar I de Coligny (primer mariscal de Francia de la casa de Coligny) y de su esposa Louise de Montmorency, era hermano de Gaspar de Coligny y de François de Coligny.
Ocupó altos cargos en la Iglesia (obispo de Beauvais, arzobispo de Toulouse y par de Francia). Con dieciséis años de edad Clemente VII le creó cardenal en el consistorio de noviembre de 1533, pero en 1561 se pasó a la Iglesia reformada y llegó incluso a casarse con Isabeau de Hauteville. Fue excomulgado por Pío IV en 1563 y degradado de su dignidad cardenalicia y de todos sus beneficios eclesiásticos. 
Su papel como líder de los hugonotes durante las Guerras de religión de Francia motivaron que en 1568 se viera obligado a huir a Inglaterra, en donde murió en 1571 envenenado por su criado. Recibió sepultura en la capilla de la Trinidad de la catedral de Canterbury.